# Arktika (satellite)
Pour les articles homonymes, voir Arktika.
Arktika (russe: Арктика, « Arctique ») est une constellation de satellites en cours de déploiement par la Russie dont l'objectif est de fournir une meilleure couverture satellitaire pour les territoires arctiques dans le domaine des télécommunications, de la météorologie et de la navigation. L'objectif est d'accompagner le développement économique de ces régions dans un contexte devenu plus favorable du fait de la pénurie croissante de matières premières et du changement climatique en cours. La Russie dispose en effet de vastes territoires au-dessus du cercle arctique qui sont mal desservis par les satellites optimisés pour couvrir des latitudes plus basses. 

## Historique
Le gouvernement russe travaille sur le projet Arktika depuis 2007 et les premiers concepts ont été définis en 2008. En 2010 le responsable de l'agence spatiale russe Roscosmos, Anatoli Perminov, a annoncé qu'un budget de 68 milliards de roubles (environ 2 milliards €) allait être affecté au développement de la constellation dont la moitié serait fourni par des fonds privés. Le développement des premiers satellites a été confié par Roscosmos au constructeur aérospatial russe NPO Lavotchkine L'institut de recherche IKI est chargé de développer le magnétomètre tandis que la société RKS implantée à Moscou fournit l'imageur multispectral MSU-GSM. En 2013 le lancement du premier satellite est annoncé pour 2015 mais l'instrument principal MSU-GSM n'est transmis pour intégration au constructeur du satellite qu'en avril 2018. Le planning annoncé alors prévoit le lancement de cinq satellites entre 2021 et 2025.

## Caractéristiques techniques

### Segment spatial
Quatre types de satellite doivent être placés en orbite à partir de 2021 : 
- Deux satellites Arktika-M sont dédiés à la couverture météorologique et aux communications dans les cas d'urgence. La charge utile comprend un imageur multispectral MGU-GSM et des répéteurs pour les systèmes de télécommunications et météorologiques. Les satellites circulent sur une orbite de Molnia de 12 heures (40 000 x 1 000 km) de manière à assurer une couverture permanente des régions polaires. Courant 2017 ce sont les seuls satellites dont le financement est assuré. Les satellites de 2,1 tonnes sont développés par la société Lavotchkine. Ils utilisent une plateforme Navigator et reprennent l'architecture des satellites météorologiques Elektro-L du même constructeur.
- Trois satellites Arktika-MS1 assurent des communications entre les téléphones mobiles commerciaux (réseau Poliarnaia Zvezda) sont développés sous la maitrise d'œuvre de la société Gazprom. Ils circulent sur une orbite haute de 24 heures (apogée 50 000 km) avec une inclinaison orbitale de 63°.
- Trois satellites Arktika-MS2 assurent la même prestation pour les communications gouvernementales, le contrôle du trafic aérien et assurent le relais avec les systèmes de navigation satellitaires.
- Une paire de satellites Arktika-R doit être lancé sur une orbite héliosynchrone pour rechercher des ressources naturelles, déterminer l'épaisseur de la glace et la température de l'eau et détecter les pollutions. Son instrument principal est un radar travaillant dans les fréquences 9,5 à 9,8 GHz avec une résolution spatiale pouvant atteindre 1 mètre et une fauchée comprise entre 450 et 600 km.

Cependant, à l'occasion du lancement d'Arktika-M1, seule une série de cinq satellites Arktika-M est évoquée ; suivie d'une génération suivante Arktika-MP à partir de 2025 voire 2026.[source insuffisante]

### Segment sol
Chacun des trois systèmes dispose de son propre segment sol. Il y a cinq centres de contrôles principaux situés à Moscou, Novossibirsk, Khabarovsk, Tiksi et Barentsbourg et une centaine de centres régionaux capables de recevoir et traiter les données transmises par les satellites Arktika.  

## Lancements effectués ou planifiés
| Désignation | Date lancement  | Lanceur              | Référence COSPAR | Type      | Charge utile                            | Masse    | Orbite                | Statut           |
| ----------- | --------------- | -------------------- | ---------------- | --------- | --------------------------------------- | -------- | --------------------- | ---------------- |
| Arktika-M1  | 28 février 2021 | Soyouz 2.1b Fregat-M | 2021-016A        | Arktika-M | Météorologie, sauvetage, communications | 2 100 kg | Orbite de Molniya     | En orbite        |
| Arktika-M2  | vers 2023       | Soyouz 2.1b Fregat-M |                  | Arktika-M | Communications avec les mobiles         |          | Orbite de Molniya     | En développement |
| Arktika-M3  | vers 2024       | Soyouz 2.1b Fregat-M |                  | Arktika-M | Contrôle trafic aérien, navigation      |          | Orbite de Molniya     | En développement |
| Arktika-M4  | vers 2025       | Soyouz 2.1b Fregat-M |                  | Arktika-M | Télédétection radar                     |          | Orbite héliosynchrone | En développement |
| Arktika-M5  | vers 2025       | Soyouz 2.1b Fregat-M |                  | Arktika-M | Télédétection radar                     |          | Orbite héliosynchrone | En développement |